# Moncalvo
Moncalvo (français : Moncalve ou parfois Montcalve) est une commune italienne de la province d'Asti, dans la région Piémont.

## Administration
| Période                                  | Période | Identité       | Étiquette | Qualité |
| ---------------------------------------- | ------- | -------------- | --------- | ------- |
| 2024                                     | 2029    | Diego Musumeci |           |         |
| Les données manquantes sont à compléter. |         |                |           |         |

### Hameaux
Castellino, Patro, Santa Maria, Gessi, Stazione

### Communes limitrophes
Alfiano Natta, Castelletto Merli, Cereseto, Grana Monferrato, Grazzano Badoglio, Ottiglio, Penango, Ponzano Monferrato.

## Honneur
L'astéroïde (15360) Moncalvo porte son nom.